# Горња Германија
Горња Германија (лат. Germania Superior) је била римска провинција која је обухватала подручје западне Швајцарске и југозападне Немачке, уз западну обалу Рајне. Главни град провинције је био Могунтиацум, данашњи Мајнц у Немачкој. Успостављена је након Галских ратова 83. године и постојала је до 260. године.